# Radio libertaire
Radio libertaire, fondée en 1981, est la station de radio de la Fédération anarchiste (FA). La radio ne perçoit aucune subvention, à l'exception du fonds de péréquation de la bande FM ; elle vit grâce aux dons, à la vente de "cartes d'auditeur", et à l'activité bénévole de ses animateurs.
Initialement, Radio libertaire ne diffusait ses programmes qu'à Paris et dans sa proche banlieue, par ondes hertziennes. Depuis 2004, elle est diffusée mondialement, grâce au streaming sur internet.

## Historique
La création de Radio libertaire a été décidée à l'unanimité, après de longs débats contradictoires, par le congrès fédéral de mai 1981. Cette radio n'avait alors pas encore de nom, pas d'indicatif, pas vraiment un projet, pas d'animateurs et, pour son lancement, le modique budget de 15 000 francs. L'usage de la radio par les anarchistes comme moyen de diffusion de leurs idées s'inscrivait dans une longue tradition, comme en 1921, lorsque les insurgés de Kronstadt ont lancé des messages radio, ou en 1936, en Espagne, avec Radio CNT-FAI ECN1. Mais surtout, en 1981, le lancement de Radio libertaire prolonge des initiatives plus récentes de participation anarchiste au mouvement des radios libres, en France à la fin des années 1970, avec notamment Radio-Trottoir (à Toulon) et Radio-Alarme, dont les animateurs sont des membres de la fédération.

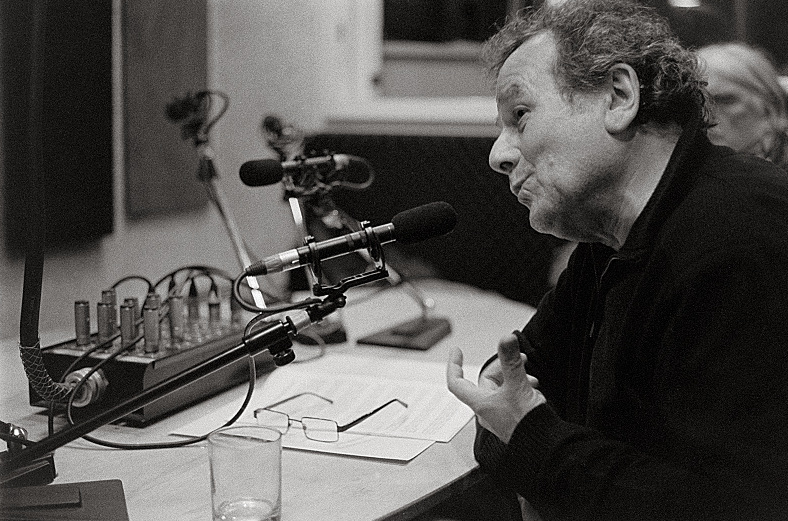
Studio de Radio libertaire.

Les émissions commencent le 1er septembre 1981 à 18 heures, depuis le sous-sol de la bibliothèque publique du groupe anarchiste Louise Michel, dans le 18e arrondissement de Paris, dans des conditions précaires : un studio de 12 m2, avec un bric-à-brac de matériel de récupération, et une équipe de six personnes.
Le 28 août 1983, dans le cadre d'une politique générale du gouvernement français tendant à faire cesser le désordre des émissions de la bande FM, des CRS se présentent devant les locaux de Radio libertaire, défoncent la porte, et saisissent le matériel. Des animateurs sont frappés et interpellés, le câble d'antenne et le pylône sont sectionnés, malgré la présence de nombreux auditeurs. L'après-midi même, les scellés apposés par la police sur la porte du studio sont arrachés et les travaux de remise en état commencent. Le 3 septembre, une manifestation réunit plus de 5 000 personnes entre République et Barbès-Rochechouart. Radio libertaire reprend alors ses émissions relayées en direct depuis l'un des camions sono de la manifestation[réf. nécessaire].
Les 8 et 9 octobre, une trentaine d'artistes se produisent en soutien, à l'espace Balard, alors la plus grande salle de Paris (7 000 places). De nombreuses associations (dont deux sections du Parti socialiste) sont présentes. Le 13 décembre, Léo Ferré se produit, dans le même lieu, en soutien. Face à cette mobilisation massive et constante, le pouvoir cède. La fréquence 89.4 est définitivement attribuée à Radio libertaire.
En 2006, Radio libertaire fête son 25e anniversaire, le site web spécialisé RadioActu.com lui consacre un article résumant son histoire.

## Identité culturelle
L'identité culturelle de la station s'est construite avec le temps. Les premiers animateurs apportaient leurs disques au studio et ont fait connaître des artistes comme Debronckart, Maurice Fanon, Servat, Gribouille, Michel Jonasz, Serge Utgé-Royo, Aurenche, Capart et beaucoup d'autres.
En 1982 arrivait ainsi sur la radio une autre musique, souvent écoutée dans les squats, en marge du système : le rock alternatif. Puis d'autres musiques ont trouvé leur place sur Radio libertaire : le jazz, le blues, le folk, les musiques industrielles, le rap par le biais de l'émission Réveil Hip Hop le samedi matin 8 h/10 h, le reggae et le punk de tout genre grâce à l'engagement inhérent à ce mouvement. D'autres artistes ont rencontré la radio, qui s'est ouverte à de nombreuses formes d'expression : bande dessinée, arts plastiques, théâtre, littérature, cinéma, etc.

## L'identité politique
Moyen d'expression de la Fédération anarchiste, Radio libertaire a néanmoins d'abord ouvert ses micros aux sympathisants : anarcho-syndicalistes, de la CNT ou d'autres syndicats, Libre-pensée, Union pacifiste, les espérantophones, la Ligue des droits de l'homme… C'est dans la présentation de la réalité quotidienne, des luttes et dans les rencontres, que s'est créée l'ouverture de Radio libertaire vers le mouvement social : travailleurs en grève, chômeurs, mal-logés, squatters, anti-racistes, écologistes, réfractaires, exilés… Surviennent des crises, et le travail quotidien de Radio libertaire est bouleversé par l'exigence du moment.
Avec le mouvement étudiant de 1986, Radio libertaire devient la radio du mouvement : reportages dans les rues, tables rondes dans le studio, antenne ouverte pour témoigner des violences policières.
Lorsque la guerre du Golfe éclate, Radio libertaire se positionne comme la radio des « anti-guerre », qui, heure par heure, annonce manifestations, meetings, réunions des comités de quartier, tout en proposant des débats et analyses.

## Programmes

### Exemples d'émissions
- Chronique-hebdo : analyse libertaire de l'actualité. Cette émission dispose d'un site web dédié[7].
- Chroniques rebelles : débats, dossiers et rencontres. Cette émission dispose d'un site web dédié[8].
- Chronique syndicale : luttes et actualités sociales.
- De la pente du carmel la vue est magnifique : émission satirique, interrompue en octobre 2019[9]. Site web dédié[10].
- Trous Noirs : émission hebdomadaire multi-thématique (nucléaire, luttes sociales, alternatives paysannes, anarchisme, etc.). Le site  [11] donne accès aux archives de l'émission depuis janvier 2009.
- Court-circuit :  Scènes philosophiques. Émission hebdomadaire en direct, avec des invités de la scène culturelle, le mardi.
- Et toi, tu la sens la cinquième puissance ?[12] : émission hebdomadaire de critique des médias (Contre-propagande, état des lieux, couvertures des manifs, actualité, montages sonores), de 2012 à 2018.
- Hôtel Paradoxe : Poésie | Poésie sonore | Performance | Texte improvisé, lu, crié | Musique
- L'entonnoir : critique de la psychiatrie. Pro antipsychiatrie.
- Le monde merveilleux du travail des syndicats de la Confédération nationale du travail (CNT)[13].
- La philanthropie de l'ouvrier charpentier[14] : invite et interview des spécialistes de divers sujets, généralement autour de la société, de l'histoire, la politique.
- Les amis d'Orwell : émission contre les techniques de surveillance et les systèmes de contrôle des individus (ex: surveillance électronique). Cette émission dispose d'un site web dédié[15].
- Les mangeux d'terre : émission d'écologie sociale.
- Ras les murs : actualités des luttes des prisonniers.
- Radio Goliard[s] : émission d'histoire et de vulgarisation historique, Cette émission dispose d'un site web dédié[16].
- Raison présente: émission de l'Union rationaliste, présentée par Bernard Graber. Elle ne passe plus actuellement.
- ArtRacaille : l'artiste dans la société. Cette émission dispose d'un site web dédié[17].
- Bulles Noires :  Polar et bande dessinée
- Sciences en liberté : émission critique sur la science et la biologie en particulier.
- Bulles de Rêves : émission consacrée au cinéma d'animation.
- Femmes libres : émission consacrée aux luttes des femmes, droit à l'avortement, à la contraception, aux violences et à la domination dont elles sont victimes, mais aussi à la création.
- Radio Esperanto : émission animée par SAT-Amikaro, utilisant la langue internationale espéranto, le vendredi de 17 h 20 à 19 h 0, tant comme moyen de communication que comme thème pour l’émission.
- Pédérama : créée en 2003, cette émission était « un programme sur les folles[18] ». Elle a fait suite à une première réalisation de Pouf Pouf, parlez-vous pédé ? sur les mêmes ondes. Pédérama était une émission mensuelle, diffusée en direct chaque premier jeudi du mois.

### Exemples d'émissions musicales
- Epsilonia (Unpedigreed Music depuis 1986) : musiques expérimentales, noise, rock alternatif, musiques improvisées
- Les Oreilles libres
- Réveil Hip hop (1996-2011+).
- Sureshots (2009-2011+) : Hip hop, reggae, dancehall.
- JazzLib'  (Entre chiens et loups), 1er et 3e jeudis : Portraits de jazzmen, des styles, des instruments, des invités, de 19 h 30 à 22 h.
- Nuits Off (Pop Music depuis 1988) : Pop Rock, noise, rock alternatif, pop folk & soul. Un samedi sur deux à partir de 23 h 0 et jusqu'à l'aube.
- Blues en liberté.
- Wreck this mess : cocktail de musiques radicales
- Place Aux Fous : rock + divers (musique, discipline de l'indiscipline). Tous les vendredis à 13 h 0.
- Au-delà du R.L. : rock, pop rock, folk, electro, rock alternatif, rock progressif. Le deuxième vendredi du mois de 19 h à 21 h.